# Bingula
Bingula (izvirno srbsko Бингула) je naselje v Srbiji, ki upravno spada pod Občino Šid; slednja pa je del Sremskega upravnega okraja.

## Demografija
V naselju, katerega izvirno (srbsko-cirilično) ime je Бингула, živi 723 polnoletnih prebivalcev, pri čemer je njihova povprečna starost 42,2 let (38,9 pri moških in 45,5 pri ženskah). Naselje ima 305 gospodinjstev, pri čemer je povprečno število članov na gospodinjstvo 2,97.
Prebivalstvo je večinoma nehomogeno.
|  |

| Demografija | Demografija     | Demografija     |
| Leto        | Št. prebivalcev | Št. prebivalcev |
| ----------- | --------------- | --------------- |
|             |                 |                 |
| 1900        | 1671            |                 |
| 1921        | 1707            |                 |
| 1931        | 1613            |                 |
| 1948        | 1116            |                 |
| 1953        | 1200            |                 |
| 1961        | 1244            |                 |
| 1971        | 1119            |                 |
| 1981        | 1025            |                 |
| 1991        | 915             | 888             |
| 2002        | 927             | 906             |
|             |                 |                 |

| Etnična sestava po popisu iz leta 2002 | Etnična sestava po popisu iz leta 2002 | Etnična sestava po popisu iz leta 2002 | Etnična sestava po popisu iz leta 2002 | Etnična sestava po popisu iz leta 2002 |
| -------------------------------------- | -------------------------------------- | -------------------------------------- | -------------------------------------- | -------------------------------------- |
| Srbi                                   | Srbi                                   |                                        | 477                                    | 52,64%                                 |
| Slovaki                                | Slovaki                                |                                        | 306                                    | 33,77%                                 |
| Hrvati                                 | Hrvati                                 |                                        | 40                                     | 4,41%                                  |
| Madžari                                | Madžari                                |                                        | 29                                     | 3,20%                                  |
| Jugoslovani                            | Jugoslovani                            |                                        | 10                                     | 1,10%                                  |
| Rusini                                 | Rusini                                 |                                        | 7                                      | 0,77%                                  |
| Romi                                   | Romi                                   |                                        | 6                                      | 0,66%                                  |
| Črnogorci                              | Črnogorci                              |                                        | 1                                      | 0,11%                                  |
| Nemci                                  | Nemci                                  |                                        | 1                                      | 0,11%                                  |
| Muslimani                              | Muslimani                              |                                        | 1                                      | 0,11%                                  |
| Makedonci                              | Makedonci                              |                                        | 1                                      | 0,11%                                  |
| Neznano                                | Neznano                                |                                        | 9                                      | 0,99%                                  |